# Rouge
Rouge foi um girl group brasileiro de música pop composto pelas cantoras Aline Wirley, Fantine Thó, Karin Hils, Li Martins e Lu Andrade. Formado em 2002 por meio da primeira temporada do talent show brasileiro Popstars, produzido pela companhia argentina RGB Entertainment e transmitido pelas redes de televisão SBT e Disney Channel. As integrantes foram selecionadas dentre 30 mil candidatas e assinaram um contrato com o selo Sony Music.
O primeiro álbum de estúdio do grupo, Rouge (2002), vendeu mais de 2 milhões de cópias no Brasil e tornou-se o álbum mais vendido de um grupo feminino na história do país. O sucesso da obra foi impulsionado pelas canções "Não Dá pra Resistir", "Beijo Molhado" e, principalmente, o hit "Ragatanga", que alcançou o primeiro lugar na parada brasileira por 11 semanas consecutivas. Seu disco seguinte, C'est La Vie (2003), vendeu mais de 900 mil cópias, e produziu os sucessos "Brilha la Luna" e "Um Anjo Veio me Falar". No meio da turnê de promoção ao projeto, o grupo se apresentou para um público de 23 mil pessoas em um show no estádio do Pacaembu, que originou o DVD A Festa dos Seus Sonhos. Após a saída de Andrade em fevereiro de 2004, as quatro membros remanescentes prosseguiram e lançaram os álbuns Blá Blá Blá (2004) e Mil e uma Noites (2005). Ambos geraram singles como "Blá Blá Blá", "Sem Você" e "Vem Habib (Wala Wala)".
Em 2006, após o termino de seu contrato com a Sony, o grupo entrou em um hiato para se concentrar em suas carreiras solo. Desde então, elas se reuniram para uma participação no talent show Fábrica de Estrelas (2013), do canal Multishow, e para concertos em comemoração aos seus 15 e 20 anos de existência (2017 e 2022), ambos na festa Chá da Alice, dessa vez com Andrade. Entre 2018 e 2019, elas assinaram novamente com a Sony Music e embarcaram em uma nova turnê de shows esgotados em todo o Brasil, a Rouge 15 Anos. Além disso, lançaram Les 5inq, o quinto álbum de estúdio do grupo, e os singles "Bailando", "Dona da Minha Vida" e "Solo Tu". 
Denominadas de "as Spice Girls brasileiras", o Rouge vendeu cerca de 6 milhões de gravações em toda sua carreira, tornando-se o grupo feminino mais bem sucedido do Brasil e da América Latina. Recebendo, ao todo, três discos de ouro, três de platina, um de platina dupla pela Pro-Música Brasil. Elas embarcaram em turnês esgotadas pelo Brasil. Também foram estrelas de comerciais e produções cinematográficas, bem como os rostos de diversos produtos licenciados como álbuns de figurinhas, sandálias e bonecas.

## Carreira

### 2002: Formação emPopstars
O grupo Rouge foi formado através da primeira temporada de Popstars, versão brasileira do talent show neo-zelandês de mesmo nome, produzido no Brasil pela produtora argentina RGB e transmitido pelo SBT em 27 de abril a 7 de setembro de 2002. O conceito do programa, desde o princípio, era formar um grupo vocal feminino de música pop com cinco integrantes. O painel de jurados consistia nos produtores Liminha e Rick Bonadio, a instrutora vocal Iara Negrete e o coreógrafo Ivan Santos, além de Alexandre Schiavo, diretor artístico da Sony Music Brasil. 30 mil garotas de todas as partes do país se inscreveram para fazer audições e mostrar seus talentos aos jurados, com o objetivo de tornar-se uma popstar. Ao longo de 20 episódios, candidatas de 18 a 25 anos passaram por sucessivos testes eliminatórios onde eram avaliados suas habilidades como afinação, fotogenia, desenvoltura em frente às câmeras, carisma e talento para a dança.
Das milhares de candidatas que se inscreveram, 6 mil foram selecionadas para a primeira fase eliminatória no Sambódromo do Anhembi, em São Paulo, onde fizeram avaliação de canto. Para a segunda fase, foram classificadas apenas 2 mil garotas. Nas fases seguintes, os jurados ficaram cada vez mais exigentes, desta forma, selecionando para as próximas etapas somente as candidatas que realmente tivessem condições de enfrentar a carreira de cantora pop. Após 5 fases eliminatórias, apenas 8 garotas foram classificadas para a etapa final que ocorreu na casa das Popstars. Depois da 6ª e última fase eliminatória ser concluída, Aline Wirley, Fantine Thó, Karin Hils, Lissah e Luciana Andrade foram escolhidas e assinaram um contrato para a gravação de quatro álbuns e outros projetos paralelos com a Sony Music e a RGB. O nome escolhido para o grupo foi Rouge "porque tem cinco letras e também porque em francês significa vermelho, uma cor associada à sensualidade [...] e é pop!". O programa ainda acompanhou o então recém formado Rouge durante suas sessões iniciais de gravação, fotos, videoclipes e outros compromissos promocionais.

### 2002–03: Sucesso comercial comRougeeC'est la Vie
Em 19 de agosto é lançado o primeiro álbum do grupo, o homônimo, Rouge. O material conta com quatorze faixas, sendo nove versões de músicas internacionais, e as outras cinco composições de Bonadio, em parceria com outros compositores e não apresenta composições de nenhuma das integrantes, uma vez que as músicas já estavam prontas para o grupo que vencesse o concurso. A gravadora apostou alto na repercussão obtida pelo programa e distribuiu cerca de 150 mil exemplares do produto nas lojas já na primeira remessa. No mesmo dia é lançado a primeira música de trabalho de Rouge, "Não Dá pra Resistir", tornando-se instantaneamente um sucesso na nas paradas de singles do Brasil e da Argentina, onde atingiu a décima posição. Em 22 de agosto é realizado um pocket show, para apresenta-las ao público pela primeira vez, junto com Ivan Santos, atraindo 10 mil pessoas ao Parque Dom Pedro Shopping, em Campinas, para assisti-las. No dia 31 é lançado o segundo single, "Ragatanga", faixa com participação especial de Las Ketchup, que são as intérpretes originais do tema, cuja base é um refrão onomatopaico. Segundo a redação do jornal Folha de Londrina, "ela praticamente atropelou a música "Não Dá Para Resistir", que foi concebida para ser o hit do grupo." A canção tornou-se não só o maior sucesso do álbum, mas o maior sucesso da banda, alcançando e permanecendo na primeira posição das rádios por 11 semanas.
Em 31 de agosto realizam o primeiro show oficial de Rouge, no Via Funchal, em São Paulo, trazendo a participação do trio KLB na canção "Nunca Deixe de Sonhar". Durante essa apresentação é gravado o primeiro DVD do grupo para lança-lo no mesmo ano, onde veio a receber o certificado de ouro. Em 2 de dezembro estreiam como apresentadoras de seu próprio programa, Rouge: A História, onde contavam suas emoções e relatavam sobre cada fase que tiveram que enfrentar no Popstars. Sendo exibido até 27 do mesmo mês pelo SBT. No dia 7 iniciam oficialmente sua primeira turnê, a Turnê Popstar, passando por casas de espetáculo e arenas. Ainda naquele ano a Sony convoca alguns DJs para remixarem algumas canções do primeiro álbum do grupo, visando capitalizar com o público de música eletrônica, incluindo-as no disco intitulado Rouge Remixes, que vendeu em torno de 20 mil cópias. O quarto e último single de Rouge, a canção "Beijo Molhado", é disponibilizada em 19 de janeiro de 2003. Após cinco meses, o material já havia vendido 1 milhão de cópias. Desde então, estimam-se que foram mais de 2 milhões de exemplares distribuídos da obra até 2012. Recebendo o certificado de platina dupla pela Pro-Música Brasil (PMB), além de tornar-se o segundo disco mais comprado no Brasil em 2002. Em 2 de fevereiro de 2003 se apresentam na quinta edição do Festival de Verão Salvador para 32 mil pessoas, seu maior público até então.
Depois de semanas de gravação, C'est La Vie, o segundo álbum de estúdio da banda, chega às lojas em 9 de maio, vendendo 100 mil cópias apenas na primeira semana, e foi eventualmente certificado como platina e ouro pela PMB. Acumulando vendas totais superiores à 900 mil unidades. O repertório da obra é composto principalmente de versões de músicas de encomenda feitas por compositores internacionais e faixas de autoria de Bonadio, assim como aconteceu no primeiro álbum. No entanto, as integrantes da banda, puderam participar do processo de produção e introduziram suas composições ao trabalho, a exemplo fica a canção "Um Anjo Veio Me Falar", composta pelas cinco membros, segundo Martins; "Nesse disco, participamos de reuniões com o Rick Bonadio, para ajudar a escolher o repertório. Ouvimos músicas que foram mandadas e chegamos a fazer uma versão". C'est La Vie apostou no ritmo zouk em algumas canções; "O zouk está no Brasil há muito tempo, mas nenhum artista ainda o apresentou para o grande público. Estamos lançando o "pop zouk", com a cara do Rouge". Em 6 de maio lançam o single "Brilha La Luna", que mostrou-se outra aposta acertada da banda ao conquistar o topo das paradas brasileiras. Também foram promovidas as canções "Um Anjo Veio Me Falar" e "Vem Cair Na Zueira", que alcançaram o top 20 nas paradas. Em 9 de julho, as garotas embarcam em sua segunda turnê nacional, Turnê C'est La Vie, apresentando shows esgotados em casas de espetáculos. Elas também fizeram sua estreia nos cinemas no filme Xuxa Abracadabra, lançado em 19 de dezembro, onde aparecem fazendo um show numa casa noturna em um determinado momento da trama. Em comemoração a um de existência do grupo, é realizado em 21 de setembro um concerto para 23 mil pessoas no Estádio Municipal Paulo Machado de Carvalho (Pacaembu), em São Paulo. A gravação tornou-se o segundo DVD do Rouge, A Festa dos Seus Sonhos, lançado em 22 de dezembro.

### 2004–06:Blá Blá Blá,Mil e uma Noitese separação
Ainda em novembro de 2003, rumores que a integrante Andrade iria deixar o grupo começaram a surgir na imprensa. No dia 11 de fevereiro de 2004, a notícia foi confirmada. Andrade justificou a decisão alegando estar sofrendo de exaustão e querendo fazer uma pausa, afirmando não ter permissão de revelar maiores detalhes por questões contratuais. Embora rumores de brigas – principalmente com Thó –, os baixos salários e a quantidade excessiva de compromissos profissionais, tenham circulado pela imprensa como os reais motivos de sua saída. Ela revelou, em entrevista anos mais tarde, que sua partida se deu devido ao assédio moral cometido pelos empresários e a baixa remuneração: "Tinham zero preocupação se a gente estava se sentindo bem, se estava doente ou se não estava. 'Vai lá e trabalha porque você é uma marionete. É meu escravo' [...] Chegamos a conversar a respeito, se queríamos lutar por melhores condições, por mais justiça ali dentro [...] Tem casos que nunca contei e que não vou contar também, porque são muito pesados. Eu vivi coisas extremamente pesadas. Hoje eu sei que foram assédio moral. Naquela época, não se falava nisso". Um álbum em espanhol estava sendo gravado para lança-las no mercado de países hispânicos e Estados Unidos, porém com a saída de Andrade, o projeto foi cancelado. As membros remanescentes asseguraram a continuidade do Rouge como um quarteto, sem substituições, e que a saída uma componente surtiu um efeito positivo, pois fez com que todas reavaliassem tudo que estava acontecendo em suas carreiras e seus objetivos a partir dali.
Rouge anunciou que voltariam aos estúdios após o fim do carnaval de 2004, onde desacelerariam as atividades para começar a trabalhar em seu terceiro álbum de estúdio. Lançado em 4 de maio, o primeiro single do novo trabalho, "Blá Blá Blá", converteu-se em um êxito e atingiu a segunda posição nas paradas. O videoclipe da canção recebeu uma indicação ao MTV Video Music Brasil do mesmo ano. Também intitulado Blá Blá Blá, o terceiro álbum da banda foi finalmente lançado em 26 de maio. Sob a produção de Bonadio, a obra apresenta um lado mais maduro e agressivo da música pop, adicionando pitadas de rock ao pop-dançante do grupo. Com um total de cerca de 150,000 cópias vendidas, rendeu um certificado de ouro ao grupo, no entanto, a obra falhou em alcançar o mesmo sucesso de seus dois discos predecessores. Em 5 de junho estreiam sua nova turnê, no Via Funchal, em São Paulo, também intitulada Blá Blá Blá. O espetáculo trouxe rearranjos das canções antigas, além da performance das inéditas, com um novo grupo de instrumentistas, e a adição de quatro dançarinos participando das coreografias com as garotas. Para compor as coreografias, as membros da banda tiveram aulas com Dante Harper, o até então coreógrafo de Justin Timberlake. Em 25 de julho gravam seu terceiro DVD em São Paulo, porém o trabalho nunca foi lançado ou os vídeos liberados. Em 13 de setembro liberam seu segundo single, a balada "Sem Você", repetindo o sucesso da faixa anterior ao atingir a quarta posição nas tabelas, seguido do terceiro lançamento, "Pá Pá Lá Lá", que alcançou o número quinze. "Vem Dançar", o quarto e último single da era Blá Blá Blá, chega às rádios em 3 de novembro, sendo adicionada a trilha sonora do filme Eliana e o Segredo dos Golfinhos, onde o Rouge também participa do enredo interpretando-a. Em 9 de dezembro, deixam a RGB, após três anos, descontentes com a má administração da empresa para com a carreira do grupo ao longo do ano e assinam com a Arsenal Eventos, pertencente à Bonadio.

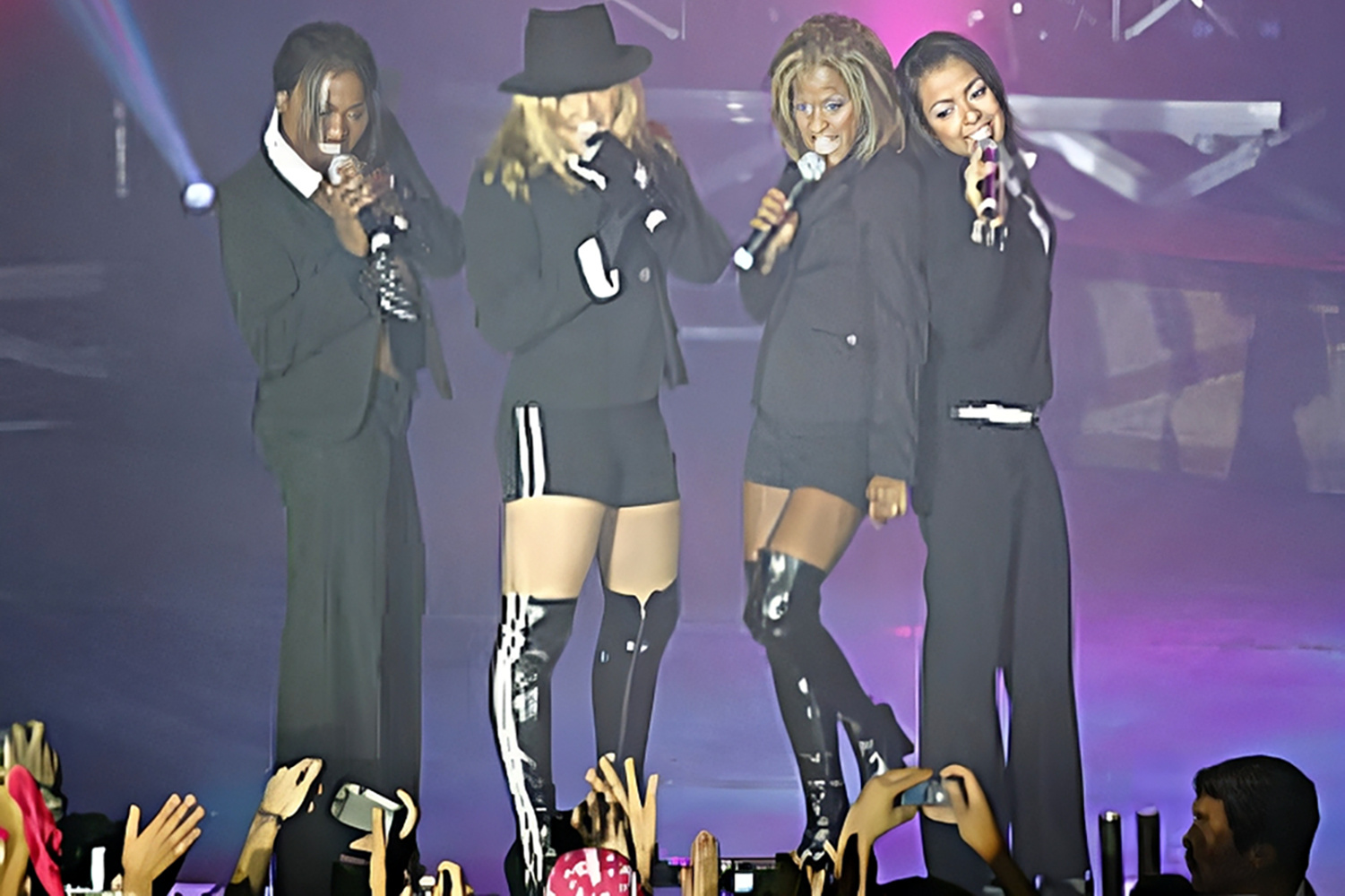
Rouge em um show da turnê Blá Blá Blá.

Após um breve hiato, a imprensa começou a especular que o grupo iria se separar. No entanto elas desmentiram os boatos; "Ficamos seis meses paradas, meio sumidas, esperando o que iria acontecer. Disseram que seguiríamos carreiras solo. Realmente fizemos algumas coisas sozinhas, mas o grupo não acabou". Em 23 de maio liberam o primeiro single do novo projeto, "Vem Habib (Wala Wala)", trazendo uma mistura de pop e música árabe, tendo uma sonoridade totalmente diferente da canções anteriores do grupo. A faixa alcançou o quarto lugar nas paradas. As garotas também passaram a ter aulas de dança do ventre, para poderem desenvolver as coreografias da canção. No dia 26, chega às lojas seu quarto álbum de estúdio e primeiro de grandes sucessos, Mil e uma Noites, trazendo apenas seis faixas inéditas e oito do catálogo anterior da banda. Essa foi a maneira encontrada para unir interesses, uma vez que a gravadora queria lançar uma coletânea e as garotas já estavam desenvolvendo novas canções. O álbum foi certificado como ouro por mais de 50 mil cópias vendidas. Paralelamente, montam sua nova digressão, estreando em 23 de junho a Turnê Mil e uma Noites, em apresentação no Olympia, onde apareciam no palco trajando adereços árabes. Em 14 de julho é exibido a participação especial do grupo em um capitulo da telenovela Floribella, onde além de atuarem como elas mesmas também aparecem cantando "Um Anjo Veio me Falar" e "Vem Habib". A segunda música de trabalho do álbum, foi também a última da carreira da banda naquele momento, "O Amor É Ilusão", uma versão em português de "Torn", famosa na voz da cantora Natalie Imbruglia, que chegou às rádios em 29 de setembro. No fim de 2005, diversos meios de comunicação deram como certo que o grupo iria se separar no ano seguinte, devido ao final do contrato com a Sony. Em agosto de 2006, isso de fato ocorreu e elas anunciaram o fim das atividades com o Rouge.

### 2011–14: Campanhas para reencontro, tentativas e impedimento
No início de 2011, antigos fãs e seguidores do Rouge começam uma campanha intitulada Queremos Rouge DVD 10 Anos, que visava fazer o grupo retornar para a gravação de um DVD comemorativo aos dez anos de sua existência, que viria a ser completado em 2012, e uma turnê de despedida. Se caso ocorresse, marcaria o retorno do grupo após sete anos extinto e oito sem sua formação original. Um vídeo foi inserido no site YouTube, em apoio à campanha, gerando um número considerável de visualizações. Ainda no final daquele ano, Hils declara estar surpreendida ao saber que haviam tantas pessoas que gostariam do regresso do grupo, porém descartou a ideia de um recomeço, dizendo que apenas uma apresentação de despedida era considerável; "Não vou negar que toda essa comoção dá uma mexida na gente. Não para começar de novo, mas para terminar de maneira bonita essa nossa história". No início de 2012 ao ser questionada sobre a campanha, Andrade diz que gostaria de voltar com o Rouge desde que não fosse para reviver canções dance-pop e coreografadas, uma vez que não se sentia mais confortável na situação. Acrescentando que seria ótimo retornar com um trabalho mais maduro, sem prender-se ao passado; "Eu gostaria de reencontrar as meninas, cantar uma música nova ou gravar a versão [de "Underneath Your Clothes"] da Shakira que escrevemos juntas, acho uma excelente ideia fazer algo único e novo. Eu me sentiria desconfortável cantando e dançando aquelas músicas hoje".
Em 26 de setembro, inesperadamente Bonadio, o ex-produtor do Rouge, levanta uma campanha no Twitter para que o grupo realize um retorno. Segundo ele, traze-las de volta seria seu principal objetivo para 2013. Logo em seguida, o jornal Diário de S. Paulo publica que as membros estariam planejando uma reunião secreta para conversar sobre o assunto. Martins, no entanto, declarou que até aquele momento ninguém sabia dos planos de Bonadio, porém após ligarem uma para as outras, elas estavam pensando em se reunir para discutir sobre o regresso, mas que não havia nada confirmado ou planejado. Em 1 de outubro, Andrade, em carta aberta, revela que havia sido convidada por Matins para tomar um café com ela e Hils, porém que até o momento não havia recebido nenhum convite de Bonadio e não poderia aceitar uma proposta que até então não havia sido feita a ela. Na ocasião a imprensa apontou-a como o grande impasse para o retorno do Rouge. Dias depois, em 4 de outubro, Martins rebate as críticas à Andrade, justificando que ela apenas não pode estar presente na data, porém iriam marcar outra reunião. Em 10 de outubro, Bonadio realiza uma reunião para tratar do assunto com Wirley e Martins, tendo também a presença de Thó por videoconferência, direto dos Países Baixos. Em 17 de outubro, Hils confirma para a Revista Caras que o grupo estava se reunindo novamente para gravar o reality show de Bonadio no Multishow, Fábrica de Estrelas. A integrante também disse que isso não representava um retorno definitivo e que estavam planejando apenas uma turnê de despedida, com novas músicas e que, apesar de Thó quase não ter aceito, apenas Andrade não retornaria.
Em 8 de abril de 2013 é liberado o episódio de Fábrica de Estrelas, onde Bonadio se reúne com as integrantes para convidá-las à gravar novas canções. Na ocasião foi exibida também a reunião com Andrade, que decidiu não voltar reafirmando sua falta de identificação com o repertório do Rouge. Na semana seguinte é lançado o primeiro single promocional, "Tudo É Rouge", gravado no programa e, em 22 de abril, o segundo, "Tudo Outra Vez". Porém a consolidação do retorno não ocorreu na época. Em 10 de julho, Thó explica em sua página pessoal que o grupo passava por problemas burocráticos, como a liberação das antigas músicas e da marca 'Rouge' para poderem utilizar o nome novamente; "Eu falo francamente que tô bem de saco cheio de esperar, são 3 anos de suspense e expectativa (...) Não entendo esse povo ganancioso que se perde na grana e no poder e só atrapalha o desenvolvimento de coisas bonitas". Em 30 de março de 2014, um ano após a ideia original de retornarem, liberam uma carta ao público explicando as dificuldades de conseguirem concretizar o projeto. Entre os motivos citados estavam as etapas burocráticas, como não poderem utilizar o nome do grupo, além dos patrocínios estarem voltados à Copa do Mundo, o que defasaria o meio artístico naquele ano. Além disso, elas parabenizaram Andrade pelo trabalho solo; "Ela continua construindo sua carreira solo com extrema qualidade. Lu, torcemos por sua carreira e sucesso", dizendo também para os fãs não a pressionarem.
| “ | Passamos por muitas burocracias (...) porém, infelizmente muita coisa inviabilizou que o projeto ocorresse esse ano. O projeto Rouge continua tendo continuidade, junto com as reuniões, negociações e afins (...) Optamos por adiar o projeto um pouco mais, para fazer algo maior e melhor do que poderíamos fazer no momento, se quiséssemos ainda assim nadar contra a maré. Não queremos fazer um show qualquer para nosso público. | ” |

### 2017–19:Chá Rouge,Rouge 15 AnoseLes 5inq

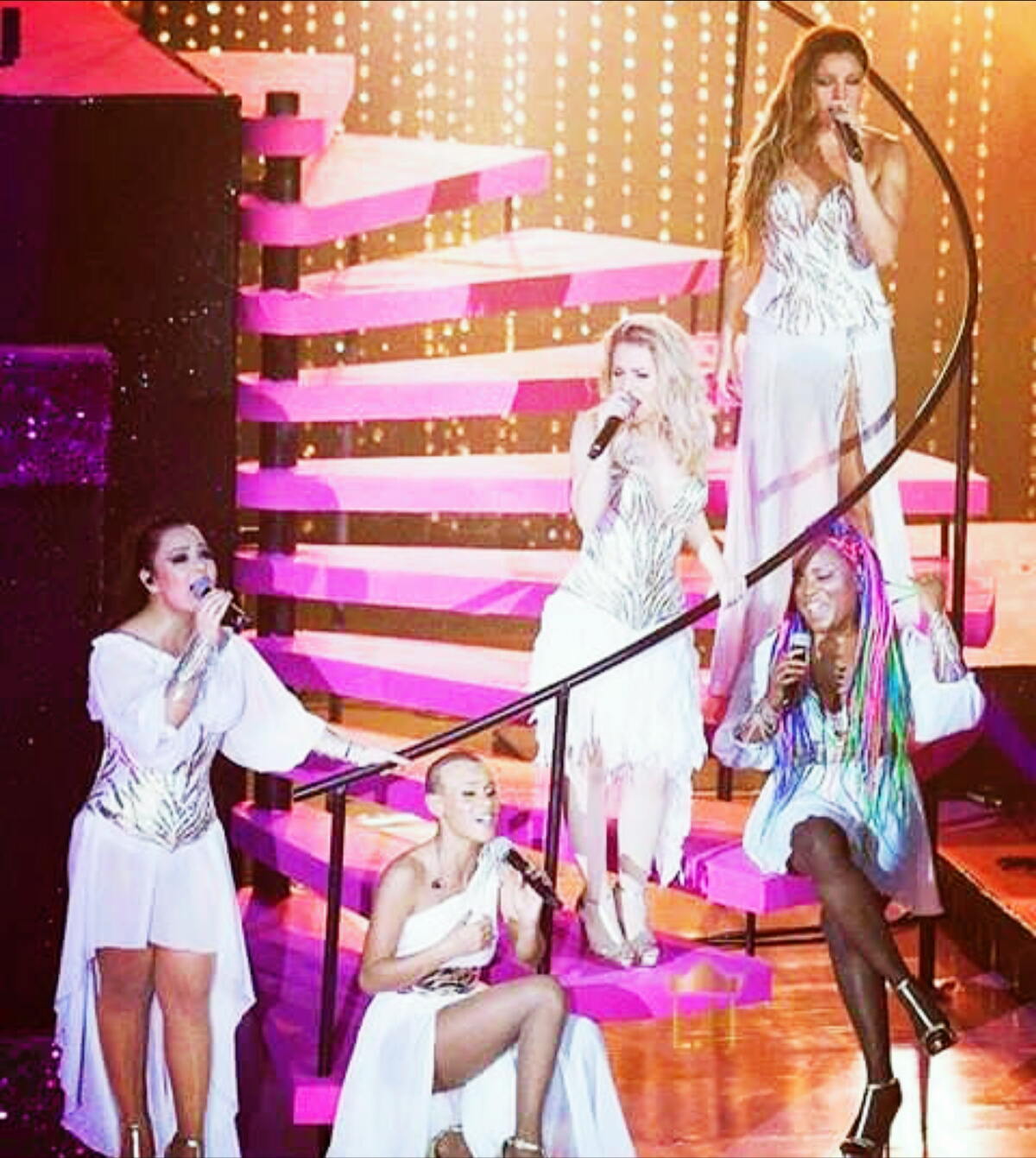
Rouge em um show da turnê Chá Rouge, em 2017.

No dia 13 de setembro de 2017 é anunciado que o Rouge, incluindo Andrade, se reuniria para realizarem uma apresentação especial na festa Chá da Alice. No dia seguinte, os ingressos foram colocados à venda e se esgotaram em apenas um minuto. Depois de três horas, a organização do evento anunciou oficialmente que todos os cinco mil ingressos disponibilizados haviam sido comprados e um show extra seria marcado para o dia seguinte. No dia 26 de outubro dão início as vendas para o show de São Paulo e assim como no Rio, os sete mil ingressos foram esgotados em pouco mais de 3 horas. O site responsável pelas vendas do ingressos não suportou tamanha procura e ficou fora do ar durante alguns minutos. Foi relatado que a fila virtual chegou a quase 20.000 pessoas, o que causou um grande transtorno com o público. Um concerto extra foi marcado para o dia 2 de dezembro, sendo esgotado ainda no mesmo dia. As apresentações repercutiram e tiveram uma exposição tão intensa que o grupo anunciou seu retorno definitivo, uma turnê para 2018, além do lançamento de um novo DVD. Em 29 de novembro, assinam novamente com a Sony Music e em 1 de dezembro, toda sua discografia é disponibilizada para venda e streaming nas plataformas digitais.

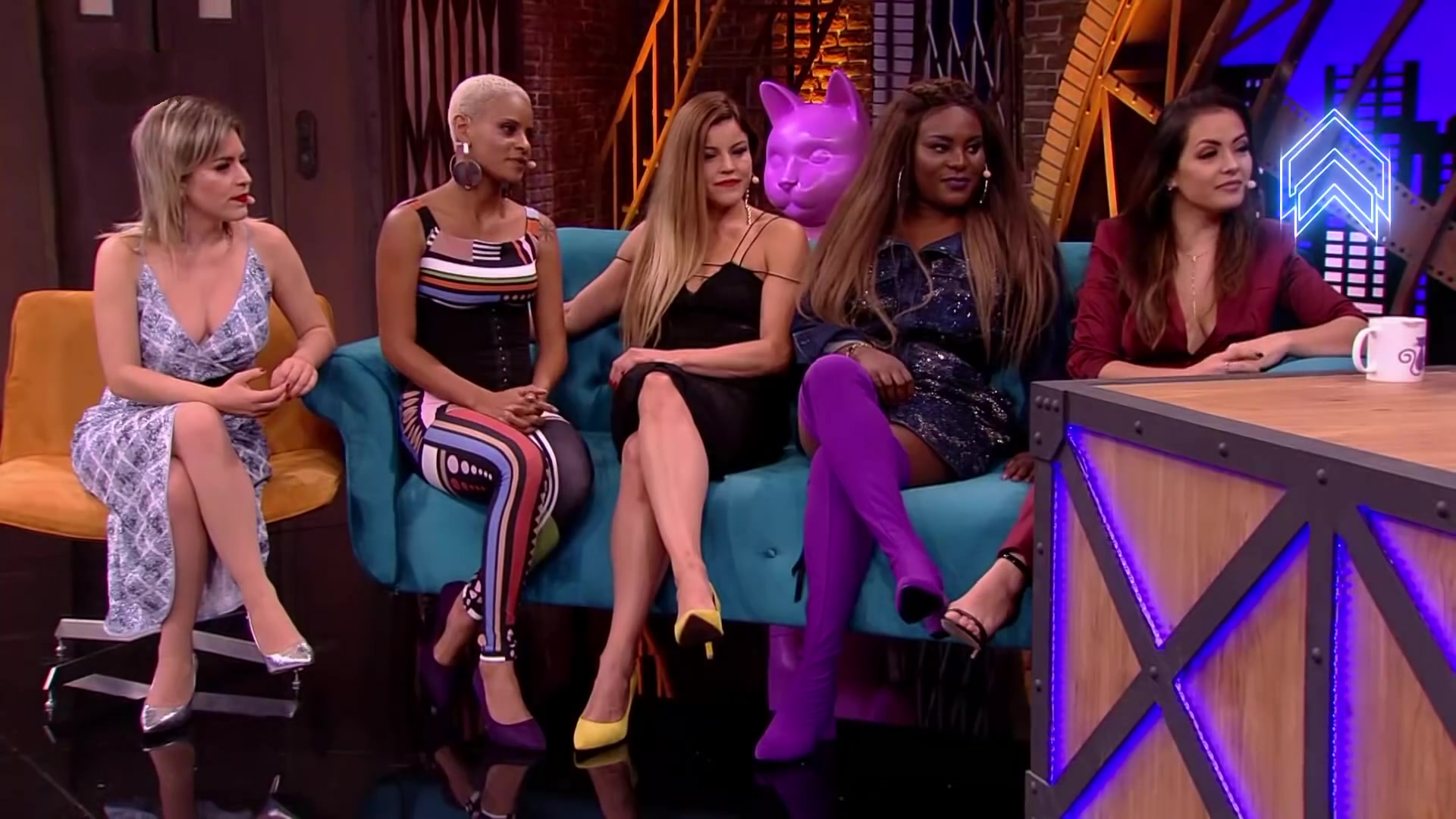
Rouge durante uma entrevista no talk show Lady Night em 2017.

Em 27 de janeiro de 2018, é iniciada em Fortaleza, Ceará a turnê Rouge 15 Anos, que reuniu canções dos quatros primeiros álbuns do grupo, sendo finalizada em 11 de agosto, em Recife, Pernambuco. "Bailando", o single de retorno do grupo, é disponibilizado a partir de 4 de fevereiro. A música estreou em primeiro lugar no ranking de diversas plataformas digitais, ficando no topo de listas como as "As 50 Virais do Brasil" na plataforma Spotify e tendo seu videoclipe no topo dos mais vistos no YouTube, com mais de 2 milhões de acessos em menos de 48 horas. Com o grande sucesso dos shows do Chá do Rouge, o formato foi adaptado para bloco de carnaval. Apresentando-o em 11 de fevereiro na Avenida 23 de Maio, em São Paulo, reunindo, segundo a prefeitura da capital, 1,2 milhão de pessoas. Em 19 de março, lançam "Confia em mim", para a trilha sonora do filme infantil Pedro Coelho. Enquanto o primeiro single do novo disco, "Dona da Minha Vida", escalou para o topo das principais plataformas de streaming e venda online no Brasil, ocupando o primeiro lugar no Itunes e Apple Music. A primeira performance ao vivo da canção aconteceu no Prêmio Multishow de Música Brasileira, no qual o grupo conquistou o prêmio de melhor grupo de 2018.
Em 8 de outubro, disponibilizam seu primeiro EP, que recebeu o nome de 5, em referência ao fato de ser o quinto trabalho inédito delas, além de conter cinco faixas. Em 19 de janeiro de 2019 é lançado o segundo single do disco, "Solo Tu". No dia 24 anunciam, por meio de suas páginas oficiais, que entrariam em uma pausa por tempo indeterminado mas que deixariam para os fãs o seu quinto álbum de estúdio, Les 5inq, lançado posteriormente em 1 de fevereiro. Além disso, para finalizar a segunda fase de trabalhos iniciada em 2017, elas disponibilizaram o EP acústico Rouge Sessions - De Portas Abertas, que contou com vídeos para todas as músicas.

### 2022: Comemoração de aniversário
Em 2022, a impressa começou a cogitar que o Rouge se reuniria novamente para celebrar seus 20 anos de existência. Em 23 de junho, Hils revelou os bastidores da formação do grupo, durante o Popstars, em entrevista ao podcast Venus. Segundo ela, Andrade não se identificava com as músicas do projeto, e que já estava claro para as integrantes que a cantora não tinha vontade de fazer parte do grupo desde o início da formação: "A Luciana tinha crises no quarto querendo não entrar no grupo. A produtora entrava no quarto tentando conversar, pedindo calma, e ela: 'eu não gosto disso, eu não quero isso, eu não quero essa música, eu não quero nada'. Até onde eu entendi, ela era a mais querida [pelos empresários], mas ela não queria". Já no dia 26 de julho, foi a vez de Thó ser entrevistada pelo mesmo podcast, que revelou nunca ter conseguido se dar bem com Andrade e "não gostar" dela, o que, de acordo com ela, era um sentimento recíproco, dizendo: "Nunca me dei bem com ela, não faço questão de ser amiga dela. Essa é a verdade. Quero ter o direito de não gostar de uma pessoa. Não gosto, não convivo bem. [...] Me incomoda esse posicionamento vitimizado: 'Ah, só ela não gosta de mim, eu sou um anjo'. Não é, cara. Desculpa". Apesar disso, em dezembro de 2022, as cinco membros se reuniram para um show comemorativo de 20 anos do grupo, no Chá da Alice. Nesse novo Chá Rouge, que reuniu os maiores sucessos da banda, os fãs lotaram o Qualistage, uma das maiores casas de espetáculos da América do Sul.

## Outros empreendimentos

### Publicidade

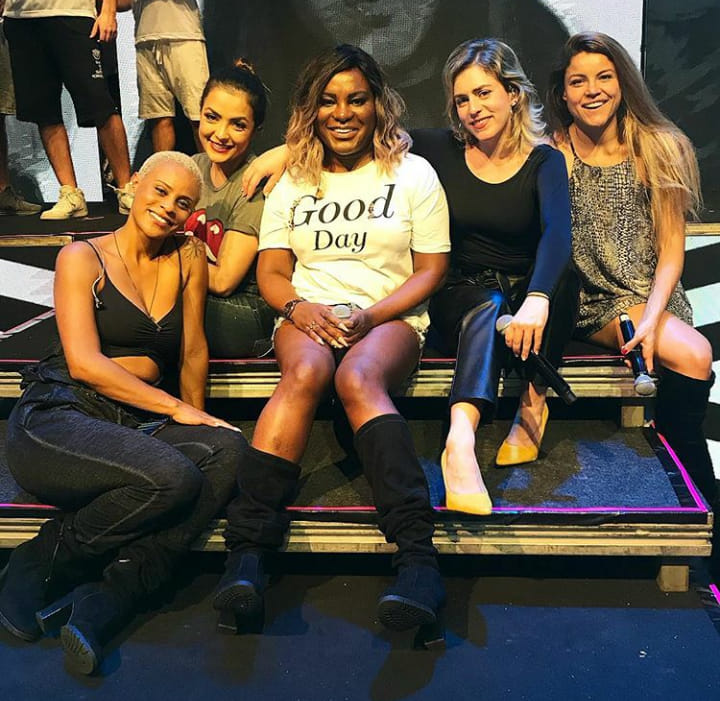
O quinteto em 2018.

Antes mesmo do grupo Rouge se tornar um sucesso, já havia um planejamento por parte de seus empresários para o lançamento de diversos produtos utilizando o nome das componenetes do grupo, bem como da própria marca Rouge. Inicialmente, o grupo estrelou comerciais da rede de lojas femininas Marisa, fazendo campanhas para o Dia das Mães e Natal, e inclusive com adesivos autografados das integrantes sendo distribuídos pelas lojas de todo país. Também foram produzidas bonecas pela Baby Brink, para as cinco integrantes do grupo, que foram distribuídas a partir do dia 9 de setembro de 2003. O grupo também fechou com contrato com a Arcor, empresa que produziu chicletes, confeitos e ovos de páscoa, todos com a imagem das garotas. Foram produzidas mais de sete tipos de produtos para divulgação do grupo.
Em 2003, a Editora Abril lançou o livro ilustrado Rouge, com 180 figurinhas para os fãs do grupo colecionarem e no ano seguinte, a Kromo Editora lançou um livro ilustrado composto com 72 fotos das garotas para os fãs colecionarem e colarem no livro ilustrado. A qualidade dos cromos foi bem conotada pelos colecionadores de álbuns de figurinhas. O Rouge também lançou a "Sandália Rouge" pela Grendene, logo depois de se tornarem um sucesso de mídia, no ano seguinte, elas lançaram uma nova sandália, que vinha com um pingente. O último lançamento com a Grendene, foi o "Tamanco Rouge", um grande sucesso de vendas.
No ano de 2011, a Tilibra lançou uma linha de cadernos inspirados no grupo, com uma cor diferente para cada caderno. Em 2018, foram garotas propaganda do reposicionamento da linha de maquiagens Color Trend da Avon.

### Filantropia
Em fevereiro de 2003, o grupo convidou crianças carentes de uma instituição de caridade infantil, algumas portadoras de deficiência física, para irem ao cinema. No mesmo ano, doaram 40 toneladas de alimentos a São Paulo, os produtos foram encaminhados para o Banco de Alimentos, programa municipal de combate à fome, atendo aproximadamente a 160 mil pessoas. Em julho, figurinos usados pelo grupo foram doados ao Brechó Social by Agente Cidadão, instalado dentro do Jockey Club de São Paulo, cujo lucro com a venda das peças foram revertidos para instituições de caridade. Em março de 2004, visitaram a brinquedoteca do Centro Infantil Dr. Boldrini, onde ajudaram a distribuir brinquedos para às crianças do hospital. No mesmo ano, elas também ajudaram a entender clientes em uma unidade do McDonald's, como parte do McDia Feliz, uma ação beneficente da empresa.
Em novembro de 2005, integrantes do Rouge passaram a ser voluntarias na ONG Florescer, que na época era gerida pela mãe da apresentadora e atriz Karina Bacchi.

## Imagem pública e impacto

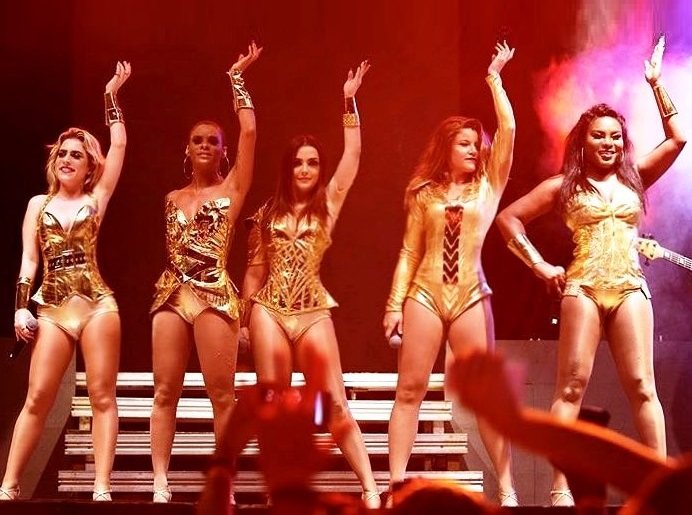
Rouge em um show da turnê Rouge 15 Anos, em 2018.

Durante sua carreira, Rouge tornou-se um dos recordistas em vendas de discos do Brasil, com mais de 6 milhões de cópias vendidas, sendo o girl group que mais vendeu no Brasil e na América Latina. O álbum de estreia do grupo, Rouge, também aparece entre os álbuns mais vendidos da história da indústria fonográfica brasileira, sendo o disco mais vendido no país por um gri group. Consideradas o artista originado de um reality show mais bem sucedido no Brasil, Eduardo Coelho do site Fatos Desconhecidos, escreveu que "mesmo com os prós e contras do formato, foi algo inegável em relação a reality shows em solo nacional, é que eles ao menos criaram, moldaram e produziram um verdadeiro fenômeno chamado: Rouge". Alguns veículos creditaram o grupo por fazer parte do pop brasileiro; sobre isso o Diário do Nordeste, creditou-as por dar "cara à música pop puramente brasileira, trazendo para o Brasil o conceito de girl band, popularizado especialmente pelas Spice Girls. Elas foram consideradas como ícones gays, sobre essa relação elas atribuíram a mensagem de inclusão presente em suas imagens; "Essa diversidade que o Rouge representa é o nosso maior orgulho. A chance de podermos ser como somos – negras, mestiças, gordinhas, baixinhas etc. – passa uma grande mensagem de aceitação".
A fórmula de sucesso pavimentada pelo Rouge inspirou seu produtor, Bonadio, a criar outros girl groups nos mesmos moldes, como o Girls e Ravena. Vários artistas citaram Rouge como influência em algum aspecto de suas carreiras; entre eles estão os cantores Anitta, Pabllo Vittar, Gloria Groove, os multimídias Maisa Silva, e Tiago Abravanel, além da atriz Fernanda Souza.

## Discografia
- Rouge (2002)
- C'est La Vie (2003)
- Blá Blá Blá (2004)
- Mil e Uma Noites (2005)
- Les 5inq (2019)

## Filmografia

### Televisão
| Ano  | Título              | Cargo                    | Notas                                                                                  |
| ---- | ------------------- | ------------------------ | -------------------------------------------------------------------------------------- |
| 2002 | Popstars            | Participantes            | Temporada 1                                                                            |
| 2002 | Muito Mais Popstars | Elas mesmas              |                                                                                        |
| 2002 | Rouge: A História   | Apresentadoras           |                                                                                        |
| 2003 | Romeu e Julieta     | Amigas de Julieta        | Especial de fim de ano                                                                 |
| 2005 | Floribella          | Elas mesmas              | Episódio: "14 de julho"                                                                |
| 2013 | Fábrica de Estrelas | Elas mesmas              | Episódio: "A Volta do Rouge" Episódio: "Tudo É Rouge" Episódio: "Faria Tudo Outra Vez" |
| 2018 | TVZ                 | Apresentadoras especiais | Episódio: "7 de fevereiro"                                                             |

### Cinema
| Ano  | Título                            | Personagem                                                |
| ---- | --------------------------------- | --------------------------------------------------------- |
| 2003 | Xuxa Abracadabra                  | Elas mesmas (interpretando a música "Vem Cair Na Zueira") |
| 2005 | Eliana em O Segredo dos Golfinhos | Elas mesmas (interpretando a música "Vem Dançar")         |
| 2018 | Pedro Coelho                      | Passarinhos cantores (Vozes cantando "Confia em Mim")     |

## Turnês
- Turnê Popstar (2002–03)
- Turnê C'est La Vie (2003–04)
- Turnê Planeta Pop (com Br'oz) (2004)
- Turnê Blá Blá Blá (2004–05)
- Turnê Mil e Uma Noites (2005)
- Chá Rouge (2017–22)
- Rouge 15 Anos (2018)